# PC Tools
 (juin 2012).
Si vous disposez d'ouvrages ou d'articles de référence ou si vous connaissez des sites web de qualité traitant du thème abordé ici, merci de compléter l'article en donnant les références utiles à sa vérifiabilité et en les liant à la section « Notes et références ».
PC Tools était un logiciel utilitaire polyvalent vendu par Central Point Software (en) et était fort populaire à l'époque de MS-DOS. 

## Histoire
Les fonctionnalités de PC Tools ont évolué au cours de sa durée de vie. La toute première version 1.0 (en 1986) était un gestionnaire de fichiers permettant (seulement) de copier, déplacer, effacer, analyse des fichiers et (surtout) de récupérer des fichiers effacés, de modifier facilement le label, la date de création/modification d'un fichier ainsi que de changer le niveau de protection de ceux-ci, de visualiser le code d'un fichier (sous code ASCII, binaire, et en hexadécimal). 
La version 4 était capable d'effectuer la défragmentation d'un disque dur.
La dernière version 7.0 (1991) incluait un anti-virus, un outil de sauvegarde, un éditeur hexadécimal de disque, un outil de chiffrement, un petit gestionnaire de bases de données.
En 1994, Central Point Software a été racheté par la société Symantec, qui vend son célèbre concurrent Norton Utilities. PC Tools est alors tombé dans les oubliettes de l'histoire de l'informatique.[réf. nécessaire]
La commercialisation de la gamme PC Tools Utilities a été interrompue le 4 décembre 2013, tandis que le support client courrait jusqu'au 4 décembre 2015.